# Cynodictis
Il cinoditto (gen. Cynodictis) è un mammifero carnivoro estinto, appartenente agli anficionidi. Visse nell'Eocene superiore e nell'Oligocene inferiore (circa 37,9 - 28,4 milioni di anni fa) e i suoi resti fossili sono stati scoperti in numerose zone d'Europa e in Asia.

## Descrizione
Questo animale doveva avere un aspetto simile a quello di una grossa martora piuttosto snella; l'altezza al garrese era di circa 30 centimetri e il cranio era lungo circa 10 centimetri. Il corpo era allungato e le zampe relativamente corte, anche se più lunghe rispetto a quelle dei suoi predecessori Miacidi. Il cranio era più robusto rispetto alle forme precedenti, ed era dotato di una dentatura più specializzata: gli ultimi molari erano scomparsi, mentre erano presenti cuspidi meno pungenti rispetto a quelle dei miacidi. A livello di morfologia generale, Cynodictis potrebbe essere stato un anticipatore dei successivi canidi, di cui però non era un antenato. 
Le sue dimensioni ridotte sono giustificate dalla contemporanea presenza di carnivori creodonti più efficaci come Hyaenodon e Sarkastodon.

## Classificazione
Cynodictis, tipico delle faune europee dell'Eocene superiore (in particolare in Francia, Germania e Inghilterra), rappresenta un importante tassello nell'evoluzione dei mammiferi carnivori. Pur essendo molto vicino agli arcaici miacidi per alcuni aspetti, Cynodictis possedeva già proporzioni corporee differenti e un tipo di dentatura che si avvicina a quella dei canidi. Di fatto, questo animale è stato a lungo considerato il più antico rappresentante della famiglia dei canidi, ma successivamente le differenze morfologiche della dentatura hanno posto in evidenza come Cynodictis sia stato in realtà uno dei più antichi esponenti degli anficionidi (i cosiddetti "cani-orso" a lungo ritenuti antenati degli orsi). Forme successive ma molto simili (ad es. Pseudocyonopsis, Ysengrinia, Amphicyon e Cynelos) hanno confermato la particolarità e la distinzione di questa famiglia dagli altri caniformi. I veri canidi, invece, apparvero in Nordamerica più o meno nello stesso periodo in cui Cynodictis prosperava in Europa, con forme come Prohesperocyon.
Cynodictis è considerato uno degli anficionidi europei basali e più antichi assieme al genere Guangxicyon e al poco conosciuto Brachycyon. La specie più nota è Cynodictis elegans, dell'Eocene superiore della Francia, ma è stato ritrovato anche in Inghilterra e in Asia.
L'animale potrebbe costituire anche l'antenato della sottofamiglia Haplocyoninae (generi Haplocyon, Haplocyonoides e Haplocyonopsis) che a sua volta ha probabilmente (lo confermerebbero le somiglianze fossili delle dentatura) dato origine ai temnocyoninae americani.

## Paleobiologia
Cynodictis, grazie alla forma del suo corpo, doveva essere a suo agio nel cacciare piccoli mammiferi nelle pianure erbose che si andavano formando in tutta l'Eurasia; le zampe corte, tuttavia, dovevano aiutarlo anche nell'arrampicata sui rami degli alberi o nello scavare tane profonde per difendersi dai grandi carnivori e cacciare prede piccole.